# Strymon brevicaudis
Strymon brevicaudis är en fjärilsart som beskrevs av Vorbrodt. Strymon brevicaudis ingår i släktet Strymon och familjen juvelvingar. Inga underarter finns listade i Catalogue of Life.